# Perissus rhabdotus
Perissus rhabdotus là một loài bọ cánh cứng trong họ Cerambycidae.